# ساختمان (غيزانية)
ساختمان (بالفارسية: ساختمان) هي منطقة سكنية تقع في إيران في قسم غيزانية الريفي. يقدر عدد سكانها بـ 36 نسمة .